# کنتارو ساتو (بازیکن فوتبال)
کنتارو ساتو (ژاپنی: 佐藤 健太郎؛ زادهٔ ۱۴ اوت ۱۹۸۴) یک بازیکن فوتبال اهل ژاپن است.
از باشگاه‌هایی که در آن بازی کرده‌است می‌توان به باشگاه فوتبال مونتدیو یاماگاتا، باشگاه فوتبال جف یونایتد چیبا و باشگاه فوتبال کیوتو سانگا اشاره کرد.